# Peter Bonnington
Peter Bonnington (12 februari 1975), vooral bekend als Bono, is een Britse Formule 1-ingenieur. Hij was van 2012 tot 2024 de senior-race-ingenieur van de Britse coureur Lewis Hamilton bij het team van Mercedes.

## Levensloop
Bonnington begon zijn loopbaan in de Formule 1 in 2004 bij Jordan Grand Prix als data-ingenieur. Hij verliet vervolgens het noodlijdende team in 2006 voor de positie als performance-ingenieur bij het team van Honda. Hier werkte hij samen met Jenson Button en zijn race-ingenieur Andrew Shovlin.
Het team van Honda werd in 2009 overgenomen door Ross Brawn en werd omgedoopt tot Brawn GP, Bonnington behield, net zoals de twee coureurs van het team (Jenson Button en Rubens Barrichello), zijn functie. Het team won aan het einde van het seizoen het coureurskampioenschap met Button en behaalde ook de constructeurstitel. 
Bij de aanvang van het seizoen van 2010 is Brawn GP verkocht aan Mercedes, waarmee het merk na 55 jaar terugkeerde in de Formule 1. Ook had het team de beschikking over twee nieuwe coureurs: zevenvoudig wereldkampioen Michael Schumacher en Nico Rosberg, zoon van Keke Rosberg. Bonnington werd gekoppeld aan Schumacher als assistent-race-ingenieur, de prestaties van Schumacher bleven achter in vergelijking met Rosberg. In september 2011 werd Bonnington gepromoveerd naar race-ingenieur door het vertrek van Mark Slade. Bonnington was de race-ingenieur tijdens het laatste podium van Schumacher in de Grand Prix Formule 1 van Europa 2012.
Nadat Schumacher aan het einde van het seizoen van 2012 voor de tweede keer afscheid nam van de Formule 1 werd Bonnington de senior-race-ingenieur van Lewis Hamilton. Samen met Hamilton behaalde hij 80 overwinningen, 71 polepositions en zes wereldtitels, wat hun anno 2024 de meest succesvolle combinatie van coureur en race-ingenieur maakt. Een bekende uitspraak van Bonnington was "It's hammer time", waarmee hij aangeeft dat Hamilton de snelheid moest opvoeren. De samenwerking stopte na het seizoen van 2024 doordat Hamilton overging naar het team van Ferrari.
In augustus 2024 volgde een promotie voor Bonnington tot Head of Race Engineering.